# Mirrorshades
Mirrorshades è un'antologia di racconti di fantascienza del filone cyberpunk del 1986.
Curata da Bruce Sterling, l'antologia ha contribuito a definire il genere cyberpunk. Secondo William Gibson, considerato il più popolare e rappresentativo autore del filone, il cyberpunk non fu mai un vero e proprio movimento, quanto piuttosto una sensibilità comune ad alcuni autori, identificabili in quelli raccolti in questa prima antologia. Questi scrittori in realtà avevano deciso di chiamarsi Mirrorshades Movement, dato che l'elemento degli occhiali a specchio ricorreva spesso nelle loro storie.

## Elenco dei racconti
- Prefazione, di Bruce Sterling
- Il continuum di Gernsback (The Gernsback Continuum, 1981), di William Gibson
- Occhi di serpente (Snake-Eyes, 1986), di Tom Maddox
- A tutto rock (Rock On, 1984), di Pat Cadigan
- Le imprese di Houdini (Tales of Houdini, 1983), di Rudy Rucker
- 400 Boys (400 Boys, 1983), di Marc Laidlaw
- Solstizio (Solstice, 1985), di James Patrick Kelly
- Petra (Petra, 1982), di Greg Bear
- Fin quando voci umane non ci sveglieranno (Till Human Voices Wake Us, 1984), di Lewis Shiner
- Freezone (Freezone, 1985), di John Shirley
- Stone è vivo (Stone lives, 1985), di Paul Di Filippo
- Stella rossa, orbita d'inverno (Red Star, Winter Orbit, 1983), di William Gibson & Bruce Sterling
- Mozart con gli occhiali a specchio (Mozart in Mirrorshades, 1985), di Bruce Sterling & Lewis Shiner

## Edizioni
- (EN) Bruce Sterling (a cura di), Mirrorshades: The Cyberpunk Anthology, Arbor House, 1986, ISBN 978-0-87795-868-0.
- Bruce Sterling (a cura di), Mirrorshades. L'antologia della fantascienza Cyberpunk, I grandi tascabili Bompiani, 323, Bompiani, 1994, ISBN 8845221512.
- Bruce Sterling (a cura di), Mirrorshades, collana Urania Collezione, n. 009, Mondadori, ottobre 2003, ISSN 17216427 (WC · ACNP).